# Thorne
För andra betydelser, se Thorne (olika betydelser).
Thorne är en stad och en civil parish i distriktet Doncaster i South Yorkshire i England. Orten har 17 295 invånare (2011).